# Chrysops hyalipennis
Chrysops hyalipennis är en tvåvingeart som beskrevs av Stackelberg 1926. Chrysops hyalipennis ingår i släktet Chrysops och familjen bromsar. Inga underarter finns listade i Catalogue of Life.